# Laguna Uberaba
La laguna Uberaba es una laguna de agua dulce ubicada en la región del pantanal, es compartida por Bolivia y Brasil.

## Hidrografía
Se encuentra a una altitud de 190 m y presenta unas dimensiones de 22 km de largo por 20 km de ancho aunque estos varían dependiendo de la época de lluvias e inundaciones de la zona del Pantanal que hacen crecer a la laguna varias decenas de km², pudiendo llegar a los 400 km² siendo la más grande del conjunto de lagunas del pantanal, de estos cerca de 90 km² pertenecen a Bolivia y el restante a Brasil.